# James Monroe

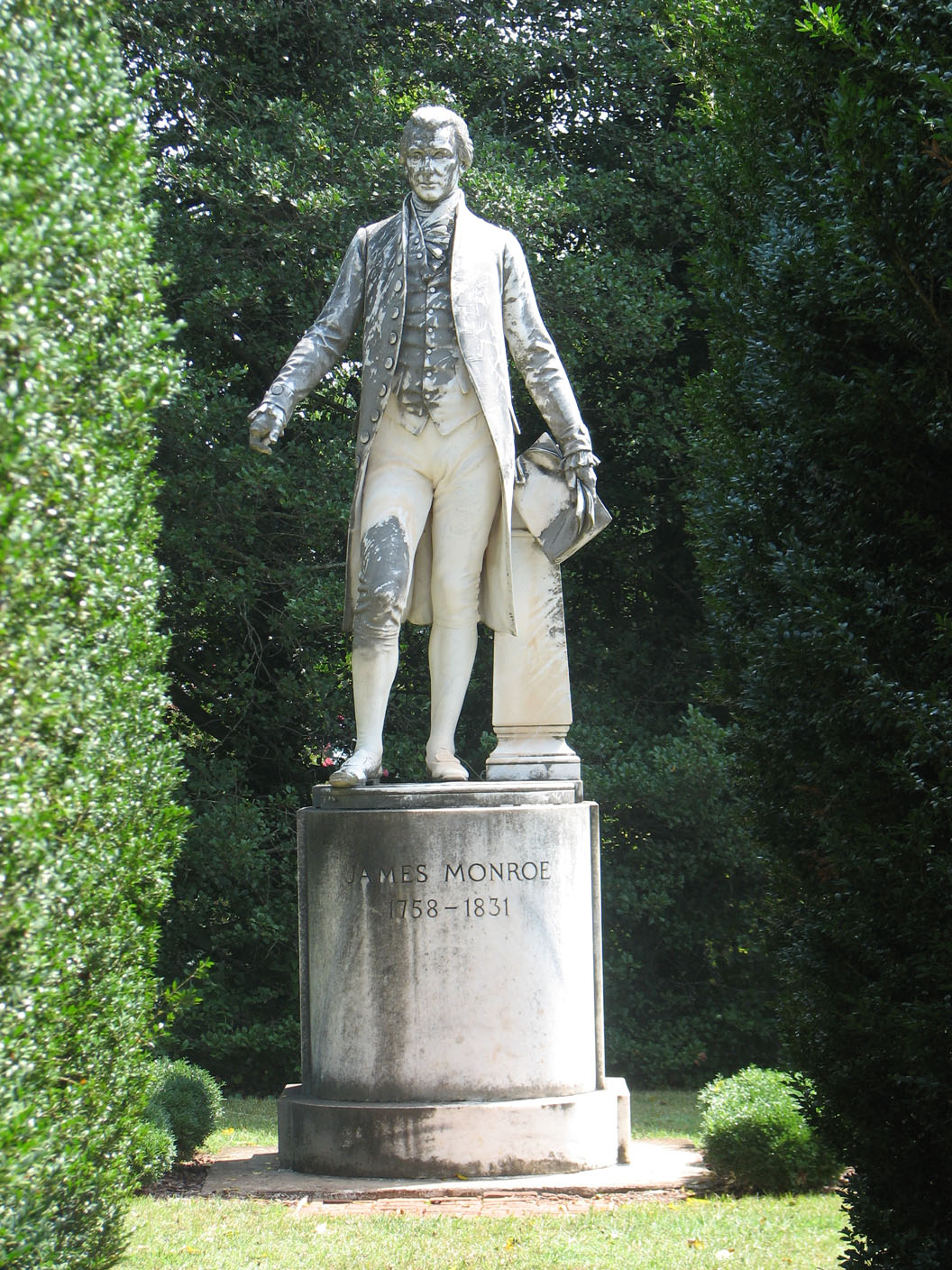
Estatua de James Monroe en Virginia

James Monroe (Condado de Westmoreland, Virginia; 28 de abril de 1758-Nueva York, 4 de julio de 1831) fue el quinto presidente de los Estados Unidos desde 1817 hasta 1825. Antes de llegar a la presidencia ejerció de soldado, abogado, delegado continental del congreso, senador, gobernador, secretario de estado y secretario de defensa.

## Primeros años
James Monroe nació el 28 de abril de 1758, en una zona boscosa del condado de Westmoreland, Virginia. El sitio está marcado y está a una milla de lo que hoy se conoce como Salón de Monroe, Virginia. Fue hijo de Spence Monroe (1727-1774) y de Elizabeth Jones Monroe, proveniente de una familia de clase baja, quienes se casaron en 1752. Los padres de James Monroe murieron a temprana edad, dejándolo con tan solo 16 años al cuidado de su tío Joseph Jones. Su bisabuelo paterno emigró a las entonces Trece Colonias desde Escocia en el siglo XVII. Se educó en la Academia Campbelltown, escuela dirigida por el Reverendo Archibald Campbell, de Washington Parish, entre los 11 y los 16 años. En 1774 continuó sus estudios en el College of William and Mary, también en su estado natal, aunque luego los abandonó su educación para unirse al Ejército Continental. Entre 1780 y 1783, prosiguió sus estudios de Derecho con Thomas Jefferson, futuro Presidente de Estados Unidos.
Sirvió con distinción en la Batalla de Trenton, donde fue herido de bala en el hombro izquierdo. Después de su servicio de armas en la guerra, ejerció la abogacía en la ciudad de Fredericksburg, una de las principales del estado de Virginia. Fue durante aquel periodo cuando contrajo matrimonio con la joven Elizabeth Kortright, el 16 de febrero de 1786 en Nueva York.
Murió de tuberculosis el 4 de julio de 1831. Fue enterrado en el Cementerio de Hollywood.

## Su etapa de gobierno

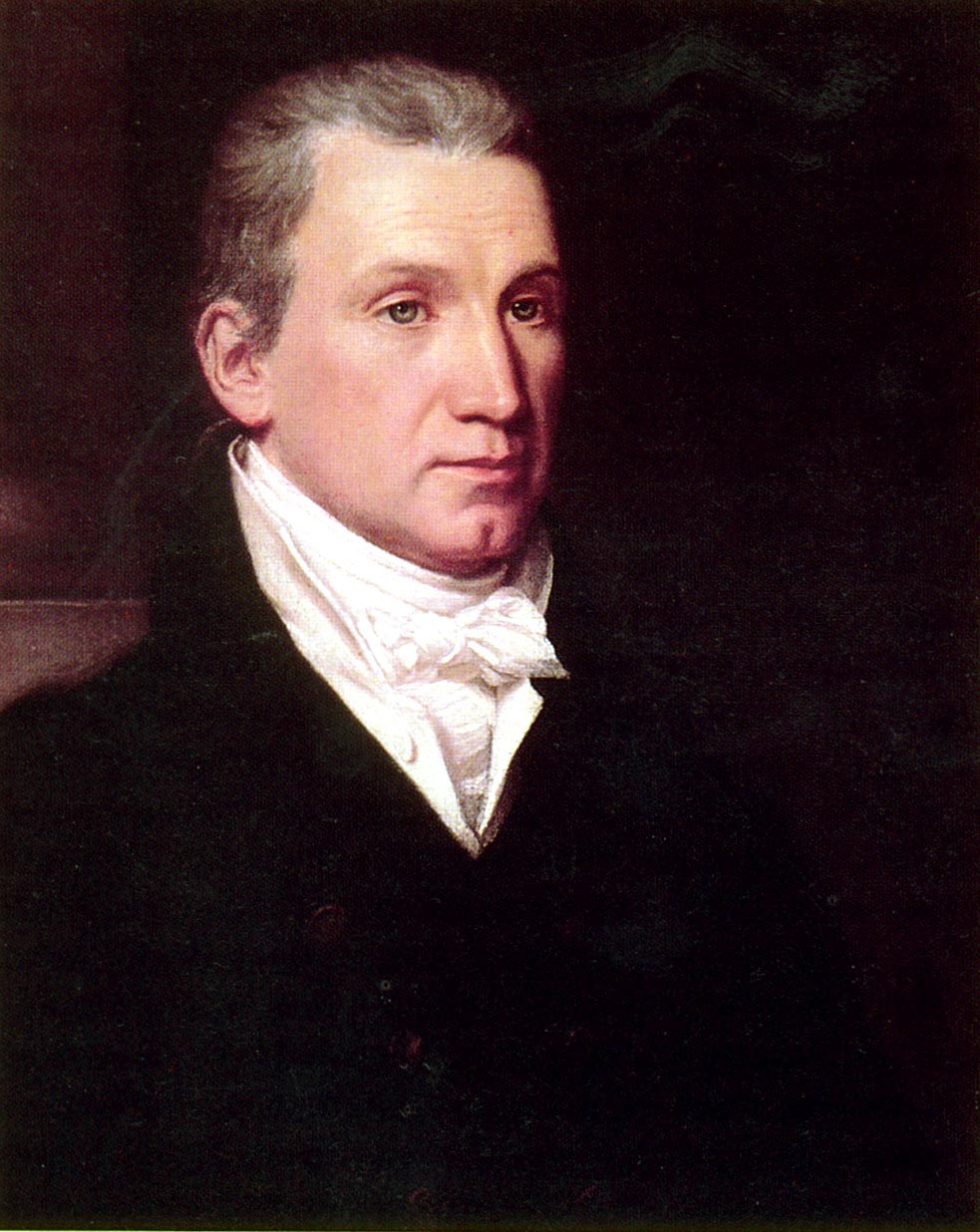
James Monroe, quinto presidente de los Estados Unidos

Un periódico de Boston denominó su etapa de gobierno como la era de los buenos sentimientos, donde todo el mundo estaba en paz y los esfuerzos se centraban en el progreso económico. No duraría demasiado ya que la expansión hacia el oeste reabrió el debate entre estados esclavistas y abolicionistas. También la revolución industrial provocaría, sobre todo en las ciudades de la Costa Este, nuevas tensiones sociales de clases, producidas por el rápido crecimiento de los barrios de clase obrera. En toda su etapa de gobierno, Monroe, rompiendo con la tendencia federalista, trató de defender un país donde el estado era lo menos intervencionista posible.

### La esclavitud en el sur
La esclavitud, propia de los estados del sur, fue una institución muy ligada a la producción de algodón. Hasta los más moralistas del norte dulcificaban sus discursos por ser conscientes de la importancia del algodón en las exportaciones del estado. El algodón abastecía a los mercados europeos y cubrió el hueco que dejó el tabaco. Eli Whitney desarrolló un nuevo ingenio agrario denominado la desmotadora. James Monroe era abolicionista. 

### El compromiso de Misuri
El Compromiso de Misuri en 1820 delimitó la línea geográfica que dividía los estados esclavistas de los abolicionistas. El problema surgió con la incorporación de nuevos estados en el Oeste, cuya determinación en torno a la adopción de la esclavitud podía alterar el equilibrio político en la Unión. Misuri fue aceptado como estado esclavista, a cambio de crear el estado de Maine para mantener la igualdad en el senado. Pero se fijaba el paralelo 36°30′ N, con el cual quedaba prohibida la esclavitud.

### La invasión y anexión de Florida
Entre 1817 y 1818, en ese entonces militar y futuro presidente Andrew Jackson, pretextando la ocupación de la isla de Amelia por piratas y los ataques de los seminolas contra Georgia, invadió la Florida. España, envuelta en el proceso de emancipación americana, fue incapaz de defender su posesión y en 1819 prefirió ceder dicho territorio a cambio de cancelar las deudas que ciudadanos españoles tenían con comerciantes estadounidenses por un valor de cinco millones de dólares. La adquisición de la Florida terminó de cerrar la fachada atlántica del país.

### Reconocimiento de las repúblicas hispanoamericanas
En 1822 el presidente Monroe llegó a la conclusión de que la restauración absolutista en España no podría recuperar sus colonias americanas, y el 8 de marzo envió un mensaje al Congreso pidiendo la asignación de fondos para el envío de Ministros Plenipotenciarios a las repúblicas de Chile, La Plata (actual Argentina), Gran Colombia, Perú y México. España protestó, pero el Congreso aprobó la ley de asignaciones y el presidente Monroe la firmó el 4 de mayo del mismo año.

### La Doctrina Monroe
La Doctrina Monroe, sintetizada en la frase  “América para los americanos”, fue elaborada por el entonces Secretario de Estado y futuro presidente John Quincy Adams, y fue atribuida a Monroe. Él propuso la "doctrina" en donde se dirigía a los europeos con la intención de que ninguno de los países de ese continente interfiriera en América. "América para los americanos" significaba que Europa no podía invadir ni tener colonias en el continente. Como se estaba dando el proceso de imperialismo tras la derrota de Napoleón en Waterloo, la doctrina planteaba que las potencias europeas se ocuparan de Asia y África, pero que América les pertenecía a los americanos, aunque dada la ambigüedad de este gentilicio, podría ser una defensa a las independencias de Hispanoamérica para que pudieran tener gobierno propio, o la exclusividad del dominio del continente americano a los nacientes Estados Unidos de América. 
Esta doctrina no ha sido en realidad muy efectiva debido a las múltiples intervenciones europeas posteriores en suelo americano, como por ejemplo la toma en 1833 de las islas Malvinas por los ingleses, la ocupación española de la República Dominicana entre 1861 y 1865, el bloqueo de barcos franceses a los puertos argentinos entre 1839 y 1850, el establecimiento de Inglaterra en Mosquitia, la invasión de México por las tropas francesas y la imposición de Maximiliano de Austria como emperador, el bloqueo naval de las costas sudamericanas del pacífico sur por España entre 1865 y 1866, la ocupación de la Guayana Esequiba por los ingleses y el bloqueo naval de Venezuela por Alemania, Inglaterra e Italia entre 1902 y 1903, además de las diversas colonias en el Caribe que aún conservan los gobiernos europeos, tales como las Islas Vírgenes Británicas del Reino Unido, las Islas Turcas y Caicos, las islas de Aruba, Bonaire, Curazao, San Martín, Saba y San Eustaquio bajo la corona neerlandesa, la Guayana Francesa y Guadalupe que son departamentos franceses de ultramar que incluyen otras islas menores e islotes de posesión francesa como lo son Martinica y San Pedro y Miquelón. Igualmente, hay que mencionar el caso de Groenlandia, tercer país más grande de América del Norte, que aún permanece como colonia de Dinamarca. 
Cabe destacar en este mismo orden de ideas que aún existen países de la Commonwealth, que es un remanente colonial del Imperio Británico, como lo son Canadá y las diversas islas caribeñas conocidas como las Indias Occidentales Británicas que incluyen además a otras regiones continentales como Belice y Guyana.